# Juranda
Juranda is een gemeente in de Braziliaanse deelstaat Paraná. De gemeente telt 7.822 inwoners (schatting 2009).